# Гуніха
Гуні́ха (рос. Гуниха) — село у складі Залісовського округу Алтайського краю, Росія.

## Населення
Населення — 183 особи (2010; 268 у 2002).
Національний склад (станом на 2002 рік):
- росіяни — 90 %